# Список делегатов IV съезда РСДРП
В списке сохранен алфавитный порядок, принятый в "Справочник по истории Коммунистической партии и Советского Союза 1898—1991". Не для всех персоналий историкам и публикаторам материалов удалось установить расшифровку принятого на съезде псевдонима. В таким случаях псевдонимы в общем афавитном порядке и даны курсивом. В тех случаях, если известен только псевдоним на съезде алфавитный порядок сохраняется, а все псевдонимы и клички используемые на съезде приведены курсивом. В список добавлены псевдонимы идентифицированных участников по книге  "Четвертый (объединительный) съезд РСДРП, апрель (апрель-май) 1906 года: протоколы" (Москва — 1959), и фамилии, если их удалось установить в процессе работы над списком.
| №   | Фамилия (псевдоним), И. O. — Псевдоним на съезде | фракция / партия | от организации             | право голоса — число мандатов |
| --- | ------------------------------------------------ | ---------------- | -------------------------- | ----------------------------- |
| 1   | Агарёв — Дубравин                                | меньшевик        | Донецкий союз              | с решающим голосом            |
| 2   | Алексеенко —                                     | меньшевик        | Харьковская                | с решающим голосом            |
| 3   | Алексинский Г. А. — Пётр Алексеев                | большевик        | Екатеринославская          | с решающим голосом            |
| 4   | Альтшулер — Галин                                | меньшевик        | Саратовская                | с решающим голосом            |
| 5   | Андрианов — Кирпичников В. Д.                    | большевик        | Кинешемская                | с решающим голосом            |
| 6   | Аристархов (Багров) А. А. — Волгин               | большевик        | Курская                    | с решающим голосом            |
| 7   | Артём (Сергеев Ф. А.) — Артамонов                | большевик        | Харьковская                | с совещательным голосом       |
| 8   | Базаров-Руднев В. А. — Матвеев                   | большевик        | редакция Объединённого ЦО  | с совещательным голосом       |
| 9   | Басовский И. Б. — Шаров                          | меньшевик        | Южно-областная             | с совещательным голосом       |
| 10  | Бахметьев Б. А. — Федотов                        | меньшевик        | Петербургская              | с решающим голосом            |
| 11  | Бачидзе —                                        | меньшевик        | Тифлисская                 | с решающим голосом            |
| 12  | Бердичевский С. И. — Ёлкин                       | меньшевик        | Донецкий союз              | с решающим голосом            |
| 13  | Бинасик М. С. — Новоседский                      | меньшевик        | Сморгонская                | с решающим голосом            |
| 14  | Бородин М. М. — Ванюшин                          | большевик        | Рижская                    | с решающим голосом            |
| 15  | Бранденбургский Я. Н. — Михайлов                 | большевик        | Тверская                   | с решающим голосом            |
| 16  | Бройдо М. И. — Марков                            | меньшевик        | Самарская                  | с решающим голосом            |
| 17  | Брянчанинов —                                    | меньшевик        | Орловско-Брянская          | с решающим голосом            |
| 18  | Бубнов А. С. — Ретортин                          | большевик        | Иваново-Вознесенская       | с решающим голосом            |
| 19  | Бузанский М. М. — Борисов                        | большевик        | Туркестанская              | с решающим голосом            |
| 20  | Буревестник — Дроздов И. Г.                      | меньшевик        | Черниговская               | с решающим голосом            |
| 21  | Бушевиц А. — Рыбак                               | Латышская СДРП   |                            |                               |
| 22  | Варский А. С. — Варшавский                       | СДПиЛ            |                            |                               |
| 23  | Васильев Б. С. — Угрюмов                         | меньшевик        | Донецкий союз              | с решающим голосом            |
| 24  | Вениаминов —                                     | большевик        | Воткинская                 | с решающим голосом            |
| 25  | Веров —                                          |                  | Рижская                    | с совещательным голосом       |
| 26  | Вигилёв Б. Д. — Литвинов                         | меньшевик        | Виленская                  | с решающим голосом            |
| 27  | Владимиров — Шейнфинкель                         | большевик        | Воронежская                | с решающим голосом            |
| 28  | Войткевич А. Ф. — Лёшин                          | большевик        | Московская                 | с решающим голосом            |
| 29  | Вольф С. С. — Волков                             | меньшевик        | Московская                 | с решающим голосом            |
| 30  | Воровский В. В. — Орловский                      | большевик        | редакция Объединённого ЦО  | с совещательным голосом       |
| 31  | Ворошилов К. Е. — Володин                        | большевик        | Донецкий союз              | с решающим голосом            |
| 32  | Гамбашидзе Д. — Собинов                          | меньшевик        | Бакинская                  | с совещательным голосом       |
| 33  | Ганецкий (Фюрстенберг) Я. С.                     | СДПиЛ            |                            |                               |
| 34  | Гапалайнен Э.                                    | Финляндская СДРП |                            |                               |
| 35  | Гапеев А. А — Молоденков                         | большевик        | Петербургская              | с совещательным голосом       |
| 36  | Гарин —                                          | меньшевик        | Тифлисская                 | с решающим голосом            |
| 37  | Гастев А. К. — Лаврентьев                        | большевик        | Костромская                | с решающим голосом            |
| 38  | Генкин Д. М. — Брагин                            | меньшевик        | Московская                 | с решающим голосом            |
| 39  | Гогуа К. Г. — Давидов                            | меньшевик        | Тифлисская                 | с решающим голосом            |
| 40  | Гольдман Л. И. — Акимский                        | меньшевик        | Петербургская              | с решающим голосом            |
| 41  | Гольдман М. И. — Либер                           | «Бунд»           |                            |                               |
| 42  | Гурвич Ф. И. — Дан                               | меньшевик        | редакция Объединённого ЦО  | с совещательным голосом       |
| 43  | Гурский М. Г. — Рублёв                           | меньшевик        | Киевская                   | с решающим голосом            |
| 44  | Гусев С. И.                                      | большевик        | Московская                 | с решающим голосом            |
| 45  | Девдориани С. — Дианов                           | меньшевик        | Бакинская                  | с решающим голосом            |
| 46  | Дерман В. В. — Дамбит                            | Латышская СДРП   |                            |                               |
| 47  | Десницкий-Строев В. А. — Сосновский              | большевик        | Нижегородская              | с решающим голосом            |
| 48  | Джибладзе В. — Петров                            | меньшевик        | Кутаисская                 | с решающим голосом            |
| 49  | Дзержинский Ф. Е. — Доманский                    | СДПиЛ            |                            |                               |
| 50  | Доброхотов Н. М. — Александров                   | меньшевик        | Томско-Омская              | с решающим голосом            |
| 51  | Дорошенко Н. В. — Дорошевский                    | меньшевик        | Петербургская              | с решающим голосом            |
| 52  | Дунаев Е. А. — Сашин                             | большевик        | Московская                 | с решающим голосом            |
| 53  | Ерманский (Коган) О. А. — Руденко                | меньшевик        | Одесская                   | с решающим голосом            |
| 54  | Жаков —                                          | меньшевик        | Гурийская                  | с решающим голосом            |
| 55  | Жордания Н. Н. — Костров                         | меньшевик        | Тифлисская                 | с решающим голосом            |
| 56  | Завадский С. Ф. — Катрин                         | меньшевик        | Киевская окружная и Спилка | с решающим голосом            |
| 57  | Зурабов А. Г. — Беков                            | меньшевик        | Ташкентская                | с решающим голосом            |
| 58  | Иванов —                                         | меньшевик        | Тифлисская                 | с решающим голосом            |
| 59  | Иков (Городецкий) В. К. — Миров                  | меньшевик        | Екатеринославская          | с решающим голосом            |
| 60  | Иорданов —                                       | меньшевик        | Потийская                  | с решающим голосом            |
| 61  | Иорданский Н. И. — Негорев                       | меньшевик        | ЦК РСДРП                   | с совещательным голосом       |
| 62  | Калинин М. И. — Никаноров                        | большевик        | Петербургская              | с решающим голосом            |
| 63  | Канатчиков С. И. — Егоров                        | большевик        | Тагильская                 | с решающим голосом            |
| 64  | Квиткин О. А. — Высоков                          | большевик        | Костромская                | с совещательным голосом       |
| 65  | Кислянский — Антонов                             | меньшевик        | Одесская                   | с решающим голосом            |
| 66  | Клавдин —                                        | меньшевик        | Кишиневская                | с решающим голосом            |
| 67  | Койген Ф. М. — Ионов                             | «Бунд»           |                            |                               |
| 68  | Костицын                                         | меньшевик        | Клинцовская                | с решающим голосом            |
| 69  | Котов С. Ф. — Колпин                             | большевик        | Петербургская              | с решающим голосом            |
| 70  | Красин Л. Б. — Винтер                            | большевик        | ЦК РСДРП                   | с совещательным голосом       |
| 71  | Крохмаль В. Н. — Загорский                       | меньшевик        | ЦК РСДРП                   | с совещательным голосом       |
| 72  | Крупская Н. К. — Саблина                         | большевик        | Казанская                  | с совещательным голосом       |
| 73  | Лапин А. Ф. — Трофимов                           | большевик        | Московская                 | с решающим голосом            |
| 74  | Ларин Ю.                                         | меньшевик        | Феодосийская               | с решающим голосом            |
| 75  | Левицкий-Цедербаум В. О. — Леонов                | меньшевик        | Петербургская              | с решающим голосом            |
| 76  | Ленин (Ульянов) В. И.                            | большевик        | Петербургская              | с решающим голосом            |
| 77  | Лиманов А. — Наумов                              | меньшевик        | Николаевская               | с решающим голосом            |
| 78  | Липкин Ф. А. — Череванин                         | меньшевик        | Московская                 | с решающим голосом            |
| 79  | Литвин-Седой З. Я. — Быстров                     | большевик        | Финляндская военная        | с решающим голосом            |
| 80  | Ломтатидзе В. Б. — Воробьев                      | меньшевик        | Гурийская                  | с решающим голосом            |
| 81  | Луначарский А. В. — Воинов                       | большевик        | редакция Объединённого ЦО  | с совещательным голосом       |
| 82  | Лунин — Лавровский                               | меньшевик        | Северо-Кавказский союз     | с решающим голосом            |
| 83  | Лядов М. Н.                                      | большевик        | Московская                 | с решающим голосом            |
| 84  | Маазик В. — Василенко                            | меньшевик        | Ревельская                 | с решающим голосом            |
| 85  | Максимов —                                       | большевик        | Калужская                  | с совещательным голосом       |
| 86  | Марков И. П. — Величко                           | большевик        | Харьковская                | с решающим голосом            |
| 87  | Мгеладзе В. Д. — Триадзе                         | меньшевик        | Тифлисская                 | с решающим голосом            |
| 88  | Меленевский М. И. — Самойлович                   | меньшевик        | Киевская окружная и Спилка | с решающим голосом            |
| 89  | Микулин —                                        | большевик        | Елизаветградская           | с решающим голосом            |
| 90  | Мирясов — Росин                                  | большевик        | Петербургская              | с решающим голосом            |
| 91  | Модестов С. В. — Васильев                        | большевик        | Московская окружная        | с решающим голосом            |
| 92  | Молчанов —                                       | меньшевик        | Мелитопольская             | с решающим голосом            |
| 93  | Моравский Д. — Полтавцев                         | меньшевик        | Полтавская                 | с решающим голосом            |
| 94  | Морозов М. В. — Муратов                          | большевик        | Самаркандская              | с совещательным голосом       |
| 95  | Накоряков Н. Н. — Стодолин                       | большевик        | Уфимская                   | с решающим голосом            |
| 96  | Неверов И. И. — Игнат                            | большевик        | Тульская                   | с решающим голосом            |
| 97  | Новгородцева-Свердлова К. Т. — Яковлев           | большевик        | Пермская                   | с решающим голосом            |
| 98  | Озол Я. П.— Гартман                              | Латышская СДРП   |                            |                               |
| 99  | Островский Я. Я. — Колин                         | большевик        | Московская                 | с решающим голосом            |
| 100 | Островский —                                     | меньшевик        | Витебская                  | с решающим голосом            |
| 101 | Охоцимский В. Н. — Ангарский                     | меньшевик        | Сибирский союз             | с совещательным голосом       |
| 102 | Павлов —                                         | меньшевик        | Петербургская              | с решающим голосом            |
| 103 | Паушкин М. М. — Мишин                            | большевик        | Московская                 | с решающим голосом            |
| 104 | Петрунин —                                       | меньшевик        | Харьковская                | с решающим голосом            |
| 105 | Пиккер А. С. — Мартынов                          | меньшевик        | редакция Объединённого ЦО  | с совещательным голосом       |
| 106 | Позерн Б. П. — Злобин                            | большевик        | Московская                 | с совещательным голосом       |
| 107 | Полозов —                                        | большевик        | Минская                    | с решающим голосом            |
| 108 | Порш М. — Чапский                                | Украинская СДРП  |                            |                               |
| 109 | Правдин — Кириллов                               | большевик        | Одесская                   | с решающим голосом            |
| 110 | Пушас И. О. — Алексеевский                       | большевик        | Двинская                   | с решающим голосом            |
| 111 | Рамишвили И. И. — Бериев                         | меньшевик        | Тифлисская                 | с решающим голосом            |
| 112 | Редкозубов Н. И. — Кудрин                        | меньшевик        | Астраханская               | с решающим голосом            |
| 113 | Рейн Р. А. — Абрамович                           | «Бунд»           |                            |                               |
| 114 | Румянцев П. П. — Шмидт                           | большевик        | ЦК РСДРП                   | с совещательным голосом       |
| 115 | Рыков А. И. — Сергеев                            | большевик        | ЦК РСДРП                   | с совещательным голосом       |
| 116 | Сакварелидзе П. Д. — Сакарелов                   | большевик        | Бакинская                  | с решающим голосом            |
| 117 | Самарин —                                        | меньшевик        | Самарская                  | с решающим голосом            |
| 118 | Сбитников С. Г. — Трубников                      | меньшевик        | Смоленская                 | с решающим голосом            |
| 119 | Семёнов —                                        | меньшевик        | Нижегородская              | с решающим голосом            |
| 120 | Симанский —                                      | меньшевик        | Московская                 | с решающим голосом            |
| 121 | Симидов Б. — Бар                                 | Болгарская СДРП  |                            |                               |
| 122 | Скворцов-Степанов И. И. — Федоров                | большевик        | Московская                 | с решающим голосом            |
| 123 | Смидович П. Г. — Шурин                           | большевик        | Московская окружная        | с решающим голосом            |
| 124 | Смирнов А. П. — Цветков                          | большевик        | Петербургская              | с решающим голосом            |
| 125 | Соколов И. П. — Платонов                         | меньшевик        | Северо-Кавказский союз     | с решающим голосом            |
| 126 | Соловейчик Б. И. — Птицын                        | меньшевик        | Московская окружная        | с решающим голосом            |
| 127 | Соломонов —                                      | меньшевик        | Тифлисская                 | с решающим голосом            |
| 128 | Сталин И. В. — Иванович                          | большевик        | Тифлисская                 | с решающим голосом            |
| 129 | Строганов — Евгениев                             | меньшевик        | Северо-Кавказский союз     | с решающим голосом            |
| 130 | Струмилин С. Г.                                  | меньшевик        | Донская                    | с решающим голосом            |
| 131 | Таратута В. К. — Грибов                          | большевик        | Московская                 | с решающим голосом            |
| 132 | Теодорович И. А. — Панов                         | большевик        | Петербургская              | с совещательным голосом       |
| 133 | Ткаченко — Титов                                 | большевик        | Донецкий союз              | с решающим голосом            |
| 134 | Турманидзе — Бажанов                             | меньшевик        | Батумская                  | с решающим голосом            |
| 135 | Уротадзе — Гришин                                | меньшевик        | Тифлисская                 | с решающим голосом            |
| 136 | Уханов И. Г. — Владимирский                      | большевик        | Владимирская               | с решающим голосом            |
| 137 | Фрунзе М. В. — Арсеньев                          | большевик        | Иваново-Вознесенская       | с решающим голосом            |
| 138 | Цейтлин Б. С. — Громов                           | меньшевик        | Екатеринославская          | с решающим голосом            |
| 139 | Цейтлин Р. А. — Веров                            | меньшевик        | Могилевская                | с решающим голосом            |
| 140 | Черногородский И. — Лавров                       | большевик        | Бакинская                  | с решающим голосом            |
| 141 | Чичинадзе Н. Г. — Картвелов                      | меньшевик        | Кутаисская                 | с решающим голосом            |
| 142 | Шайтанов —                                       | меньшевик        | Гурийская                  | с решающим голосом            |
| 143 | Шаумян С. Г. — Суренин                           | большевик        | Эриванская                 | с решающим голосом            |
| 144 | Эрадзе Г. — Брадин                               | меньшевик        | Тифлисская                 | с решающим голосом            |
| 145 | Яковкин —                                        | меньшевик        | Петербургская              | с решающим голосом            |
| 146 | Ярославский Е. М.                                | большевик        | Ярославская                | с решающим голосом            |

## Дополнительный список гостей и приглашённых на IV съезд РСДРП
| №  | И. O. Фамилия (псевдоним) — Псевдоним на съезде | фракция / партия | от организации | право голоса — число мандатов |
| -- | ----------------------------------------------- | ---------------- | -------------- | ----------------------------- |
| 1  | Г. В. Плеханов                                  |                  |                | приглашён                     |
| 2  | П. Б. Аксельрод                                 |                  |                | приглашён                     |
| 3  | В. П. Махновец — В. Акимов                      |                  |                | приглашён                     |
| 4  | П. П. Маслов — Джон                             |                  |                | приглашён                     |
| 5  | П. Л. Тучапский — Михайлович                    |                  |                | приглашён                     |
| 6  | В. В. Филатов (Северцев) — Ивановский           |                  |                | гость                         |
| 7  | С. Ингерман — Бруклинский                       |                  |                | гость                         |
| 8  | Ингерман — Бруклинская                          |                  |                | гость                         |
| 9  | Род                                             |                  |                | гость                         |
| 10 | Л. М. Книпович, «дяденька» — Дядин              |                  |                | гость                         |
| 11 | Зенькович                                       |                  |                | гость                         |

## Комментарии
1. ↑  Здесь псевдоним на съезде определён методом исключения. В "Протоколах IV съезда" сказано, что псевдоним Б. А. Бахметьева точно не определён, и что он присутствовал на съезде под одной из нераскрытых кличек петербургских меньшевиков. Таких трое — Федотов, Яловкин и Павлов[6]:539, из них только Федотов отсутствует в списке сайта "Справочник по истории Коммунистической партии и Советского Союза 1898 - 1991"[1]
2. ↑  Идентифицирован на основании, того что в источнике раскрыты два псевдонима участника Буревестник и Канарейкин[6]:540. В биографии Михаила Коцюбинского оба эти псевдонима отнесены к И. Г. Дроздову[8]
3. ↑  Моисей Вольф в конце 1905 года нелегально переехал в Москву, там он до 1908 года работал под псевдоним "Семен Семенович" на текстильных заводах Прохорова, Шредера, Бромлея.  Таким образом, приведённое в Материалах съезда имя  - это контаминация истинной фамилии с псевдо-именем и отчеством. Участие М. М. Вольфа в IV объединительном съезде подтверждается его биографией[10]
4. ↑  В комментированном Указателе имен к собранию сочинений Ленина, указаны именно такие инициалы — М. И.[11]  Они связаны с различными партийными кличками Маркиан, Марьян и Иванович.
5. ↑  Вероятно, один из этих псевдонимов — либо Род, либо Зенькович — относится к Е. Д. Стасовой, портрет которой присутствует среди участников съезда в "Альбоме по истории ВКП(б)", как участницы съезда[9]. Однако следующий лист альбома "IV (Об'единительный) с'езд Р.С.Д.Р.П. Стокгольм, 1906 г. Меньшевики, поляки, бундовцы и латыши" содержит фотографии трёх персон, отсутствующих в списке: Л. М. Хинчука, Л. Н. Радченко и П. Н. Колокольникова[12]. Что касается Хинчука, то это несомненно ошибка. Из его автобиографии мы узнаем: "4 декабря 1905 года я был арестован в исполнительном комитете совета раб. деп. Выйдя из тюрьмы через 8-9 месяцев, я на суд не явился, но осенью был арестован в Харькове (1906 г.) на южно-русской конференции"[13]. То есть значит, Хинчук в апреле-мае 1906 находился в тюрьме и никак не мог присутствовать на Объединительном съезде. Участие в съезде Л. Н. Радченко и П. Н. Колокольникова возможно, но его необходимо подтвердить дополнительными доказательствами.